# Johann Karl Friedrich Zöllner
 Ikke at forveksle med Carl Friedrich Zöllner.
Johann Karl Friedrich Zöllner (født 8. november 1834 i Berlin, død 25. april 1882 i Leipzig) var en tysk astrofysiker.
Zöllner studerede i Berlin og Basel og blev 1866 professor i astrofysik i Leipzig. Han er grundlægger af astrofotometrien: Grundzüge einer allgemeinen Photometrie des Himmels (Berlin 1861), Photometrische Untersuchungen (Leipzig 1865). Det af ham genialt udtænkte astrofotometer var meget benyttet. Ved siden heraf har Zöllner beskæftiget sig med spektralanalyse (hans
reversionsspektroskop har været meget benyttet), med studier over solens konstitution, solpletternes egenbevægelse, protuberanser og andre og har herom skrevet talrige afhandlinger i fagtidsskrifter.
Med sin bog: Ueber die Natur der Cometen (Leipzig 1872) forlader Zöllner den videnskabelige metode, og i sine senere arbejder viser han større og større interesse for spiritistiske undersøgelser og spekulationer, som han søger at forklare matematisk ved at antage et firedimensionalt rum (Wissenschaftliche Abhandlungen, 4 bind Leipzig 1878-81). Alle disse arbejder vidner om en anormal sindsstemning, hvis videre udvikling han forskånedes for ved en pludselig død.